# Kevin Ardón
Kevin Alejandro Ardón Estrada (Santa Ana, Santa Ana, El Salvador; 18 de septiembre de 2001) es un futbolista salvadoreño. Juega de lateral izquierdo y su equipo actual es el FAS de la Primera División de El Salvador.

## Clubes
Actualizado al último partido jugado el 17 de noviembre de 2024.
| Club Deportivo FAS · El Salvador            | 1.ª                 |                     |    |   |   |   |   |   |    |   |
| Club Deportivo FAS · El Salvador            | 1.ª                 | 2022                | 13 | 0 | - | - | - | - | 13 | 0 |
| Club Deportivo FAS · El Salvador            | 1.ª                 | 2022-23             | 11 | 0 | - | - | - | - | 11 | 0 |
| Club Deportivo FAS · El Salvador            | 1.ª                 | 2023-24             | 18 | 0 | - | - | 2 | 0 | 20 | 0 |
| Club Deportivo FAS · El Salvador            | 1.ª                 | 2024-25             | 1  | 0 | - | - | - | - | 1  | 0 |
| Club Deportivo FAS · El Salvador            | Total               | Total               | 43 | 0 | 0 | 0 | 2 | 0 | 45 | 0 |
| Club Deportivo Platense · El Salvador       | 1.ª                 | 2025-26             |    |   |   |   |   |   |    |   |
| Club Deportivo Platense · El Salvador       | Total               | Total               | 0  | 0 | 0 | 0 | 0 | 0 | 0  | 0 |
| Total en su carrera                         | Total en su carrera | Total en su carrera | 43 | 0 | 0 | 0 | 2 | 0 | 45 | 0 |
| (2) No incluye goles en partidos amistosos. |                     |                     |    |   |   |   |   |   |    |   |

## Palmarés
| Título           | Club | País        | Año  |
| ---------------- | ---- | ----------- | ---- |
| Primera División | FAS  | El Salvador | 2022 |